# Filme instantâneo

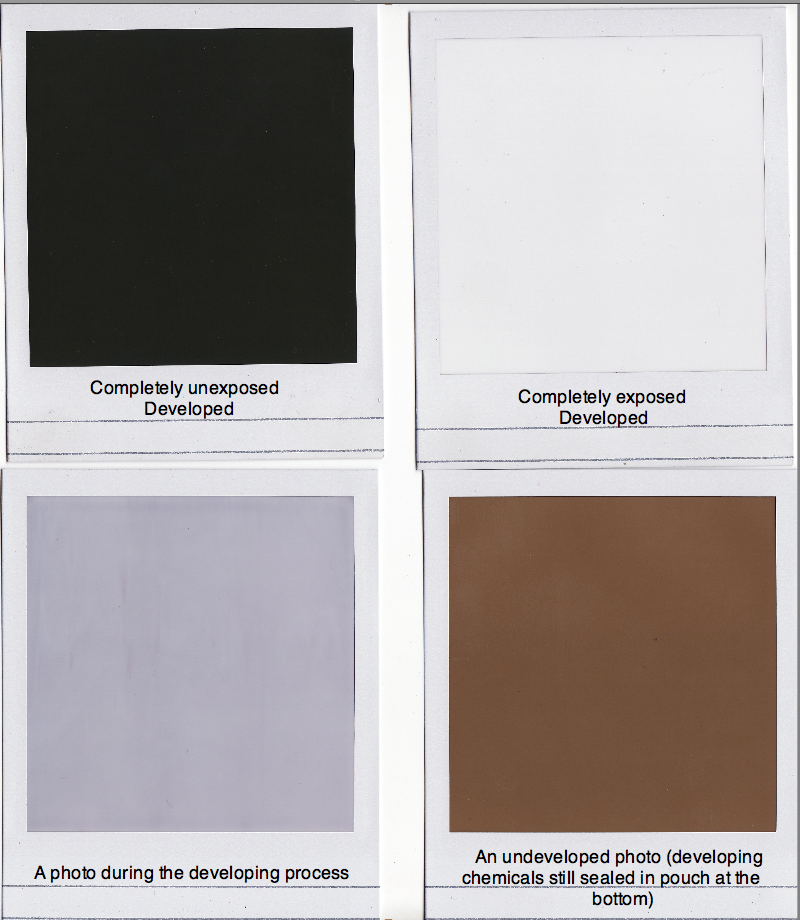
Diferentes estágios de um filme instantâneo

Filme instantâneo é um tipo de filme fotográfico criado pela Polaroid Corporation e utilizado em câmeras instantâneas. O filme contém os produtos químicos utilizados para revelar e fixar a fotografia de forma que as câmeras instantâneas iniciam o processo de revelação após a exposição.